# Flamingo Land Theme Park & Zoo
Pour les articles homonymes, voir Flamingo.
Flamingo Land Park & Zoo est un complexe de loisirs anglais situé dans le Yorkshire du Nord, à Malton. Il réunit au même endroit un parc à thèmes, un parc zoologique et une zone hôtelière (Holiday Village).
Il présente notamment des lions d'Afrique, des rhinocéros noirs, des rhinocéros blancs, des hippopotames amphibies, des girafes de Rothschild, des oryx algazelles et des tigres de Sumatra. Membre permanent de l'Association européenne des zoos et aquariums (EAZA), il s'engage pour la conservation ex situ en participant à des programmes européens pour les espèces menacées (EEP).

## Histoire
Le Flamingo Park Zoological Gardens fut fondé en 1959 par un habitant de Scarborough, un entrepreneur de l’industrie du cinéma et du théâtre du nom de Pentland Hick. L’homme, décrit comme excentrique et visionnaire par ses critiques, décida d’intégrer à son parc des dauphins, animal qu’on ne trouvait pas à l’époque en captivité dans toute l’Angleterre. Il organisa de nombreuses expéditions autour du monde pour capturer des grands dauphins et des cachalots, l’emmenant de l’Océan Indien jusque sur les côtes du Groenland.
Les flamants roses furent cependant les premiers animaux du parc. Ils furent très populaires auprès des visiteurs et, de ce fait, devinrent une sorte de mascotte. C’est alors que le nom du parc fut choisi, Flamingo Park. La descendance des premiers flamants roses vit toujours actuellement en captivité au parc.
Durant les années 1960, une petite fête foraine fut proposée, afin d’attirer plus de visiteurs. Dans les années 1970, cette petite zone fut étendue et devint fixe.
Pentland Hick renomma officiellement le site Yorkshire Zoo le 12 juillet 1968.
Le parc fut ensuite revendu à la compagnie Scotia Leisure en 1978, sous l’impulsion de son directeur, Robert Gibb. Il renomma le parc Flamingo Land et développa l’aspect touristique du lieu.
L’année 1991 fut l’une des plus productives dans l’histoire du parc avec la construction de Bullet et Thunder Mountain.
Robert Gibb mourut en 1995, dans un accident de la route et son fils, Gordon Gibb devint directeur du parc.

## Le parc d’attractions
Le parc est divisé en zones thématiques :
- Plaza - L’entrée du parc
- Metropolis
- Seaside Adventure - Zone sur le thème de l’océan
- Splosh! - Zone consacrée à l’eau
- Little Monsters Den of Mischief - Zone enfant
- Lost Kingdom Reserve
- African Planes - Zone réservée uniquement aux animaux africains

### Les montagnes russes

#### En activité

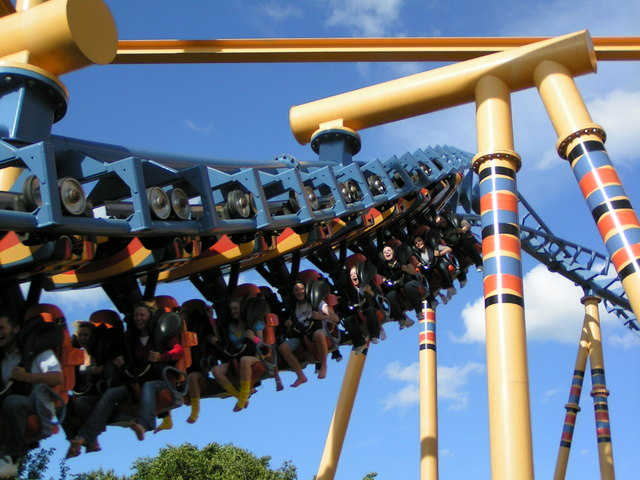
Kumali
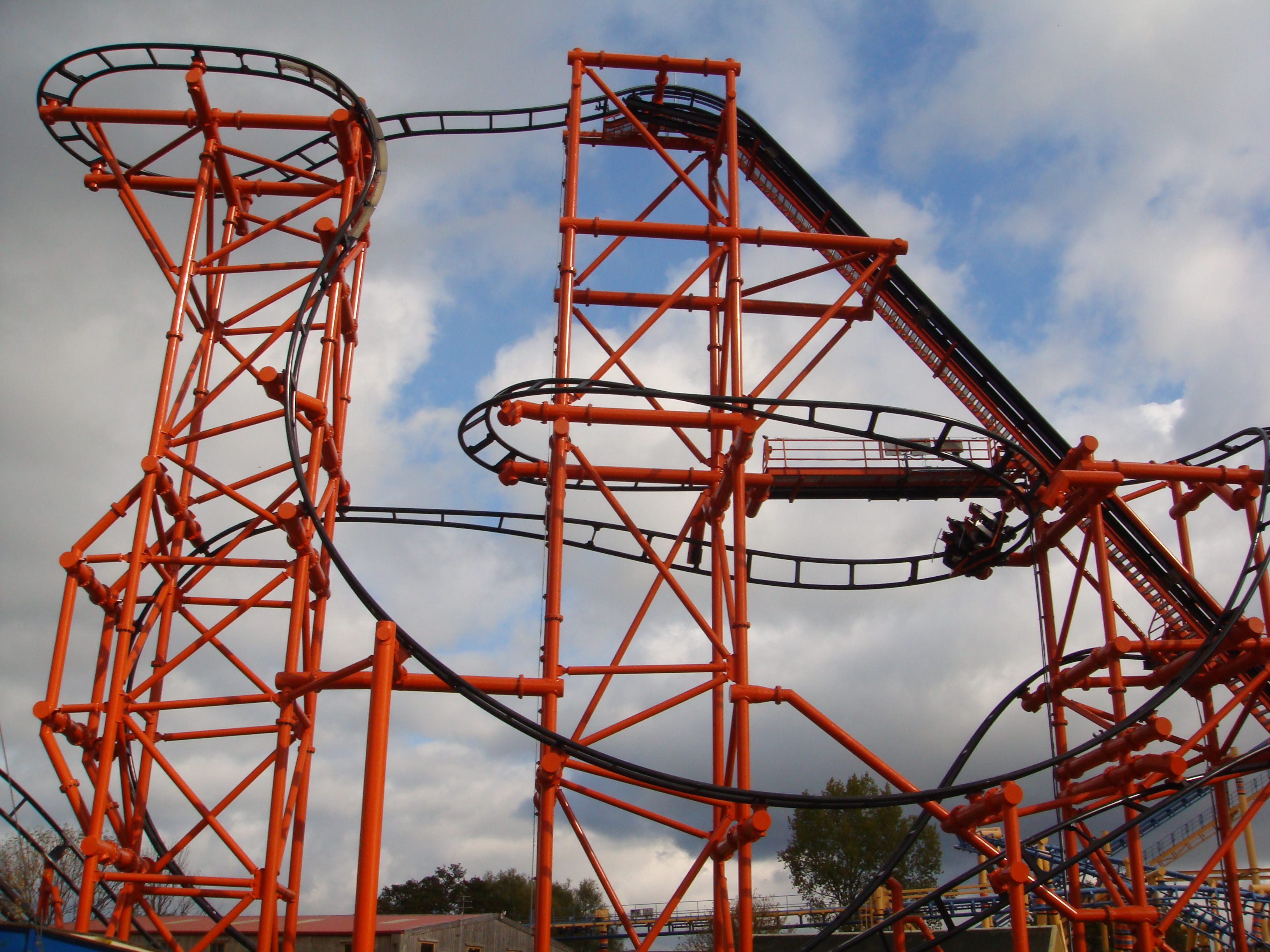
Mumbo Jumbo
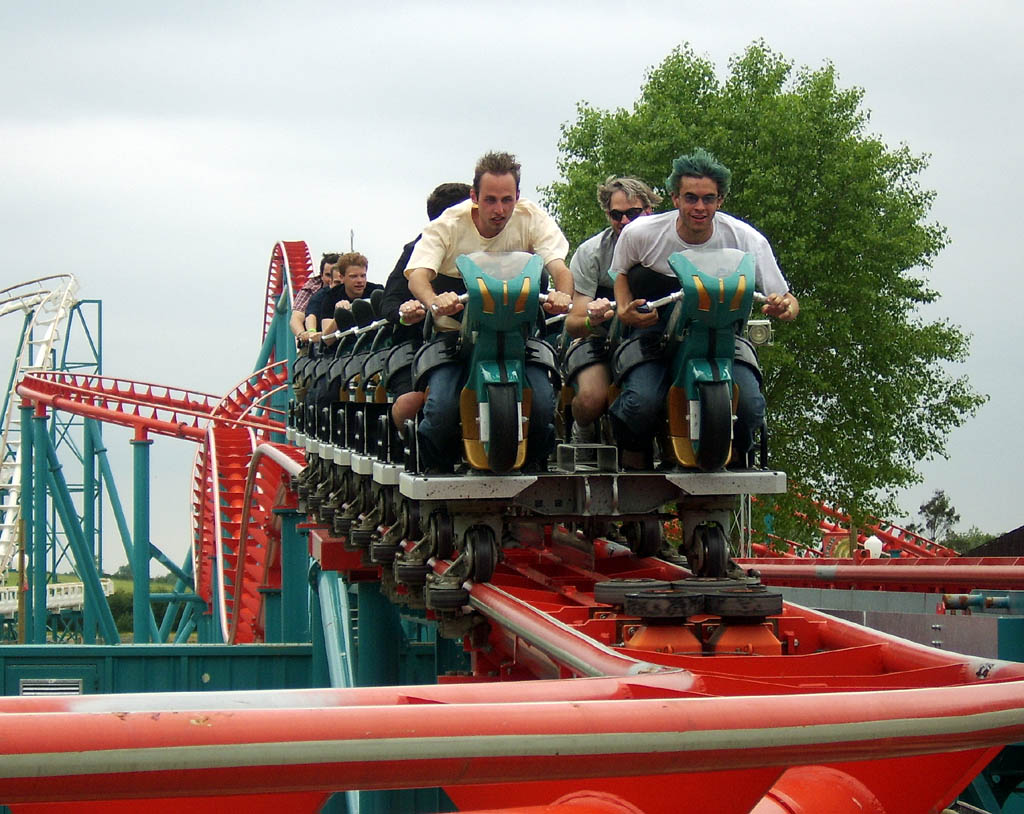
Velocity

| Nom de l'attraction | Type                                                         | Constructeur  | Année |
| ------------------- | ------------------------------------------------------------ | ------------- | ----- |
| Hero                | Montagnes russes volantes                                    | Zamperla      | 2013  |
| Kumali              | Montagnes russes inversées                                   | Vekoma        | 2006  |
| Mumbo Jumbo         | Montagnes russes assises                                     | S&S Worldwide | 2009  |
| Runaway Mine Train  | Montagnes russes junior                                      | Zamperla      | 2007  |
| Sik                 | Montagnes russes assises                                     | Intamin       | 2022  |
| Twistosaurus        | Montagnes russes tournoyantes Montagnes russes junior        | Zamperla      | 2013  |
| Velocity            | Montagnes russes de motos                                    | Vekoma        | 2005  |
| Zooom               | Montagnes russes à véhicule suspendu Montagnes russes junior | Zamperla      | 2011  |

- Kumali
- Mumbo Jumbo
- Velocity

#### Disparues

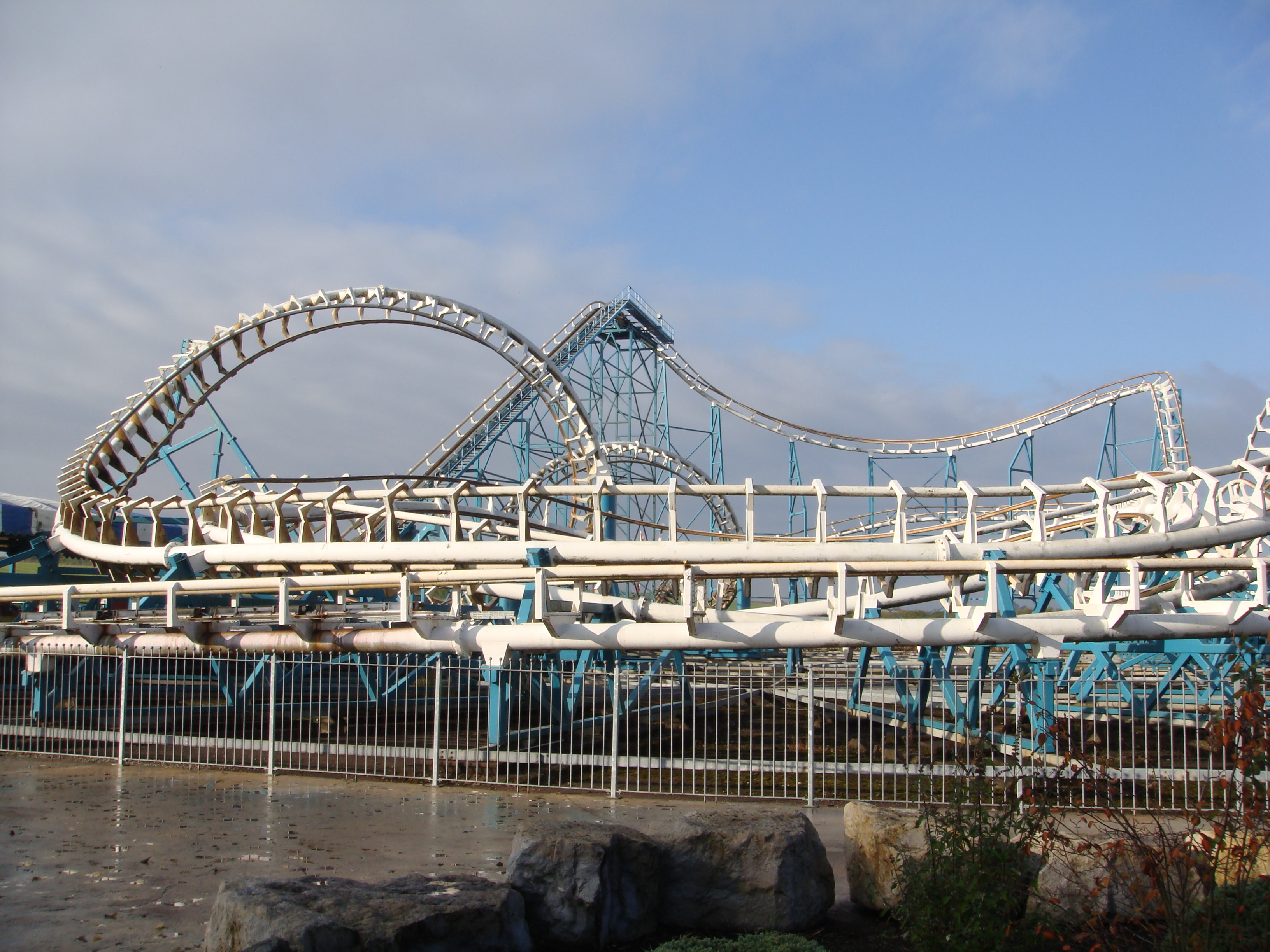
Corkscrew
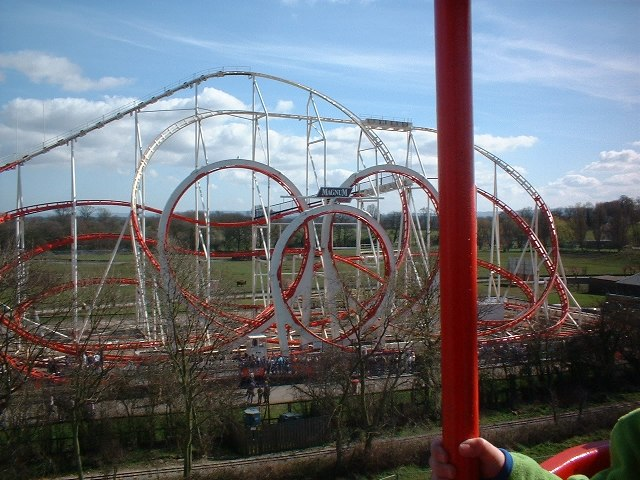
Magnum Force
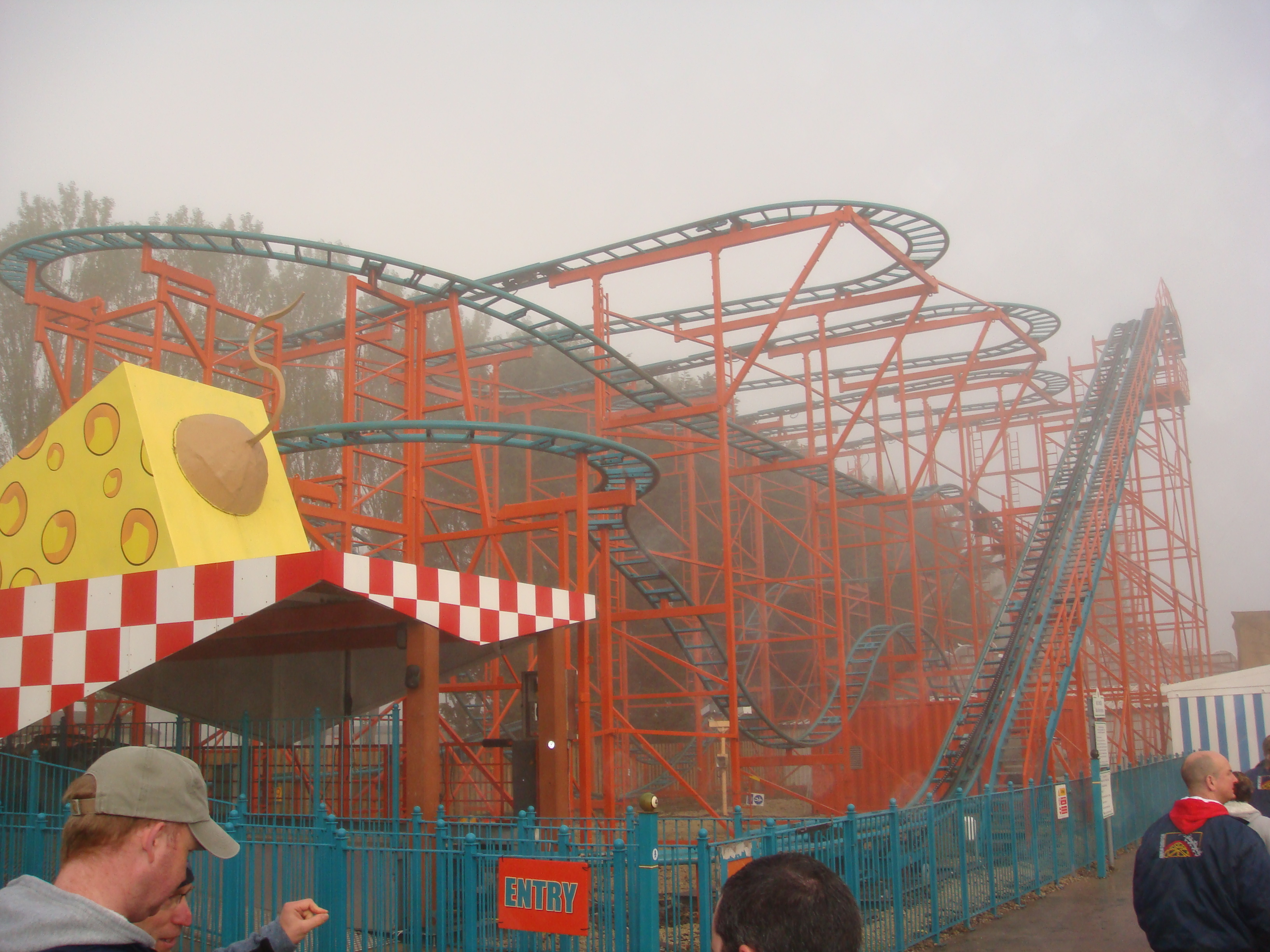
Wild Mouse

| Nom de l'attraction                       | Type                          | Constructeur      | Années      |
| ----------------------------------------- | ----------------------------- | ----------------- | ----------- |
| Bullet                                    | Montagnes russes navette      | Anton Schwarzkopf | 1991 - 2005 |
| Corkscrew                                 | Montagnes russes assises      | Vekoma            | 1990 - 2011 |
| Crazy Loop                                | Montagnes russes en métal     | Pinfari           | 1986 - 1995 |
| Dino Roller Dragon Coaster de 1988 à 2012 | Montagnes russes junior       | Cavazza Diego     | 1988 - 2024 |
| Flying Trapese                            | Montagnes russes en métal     | Zierer            | 1998 - 2001 |
| Go Gator                                  | Montagnes russes junior       | Wisdom Rides      | 1982 - 2024 |
| Magnum Force                              | Montagnes russes assises      | Anton Schwarzkopf | 2000 - 2005 |
| Thunder Mountain                          | Montagnes russes en intérieur | Pinfari           | 1991 - 2004 |
| Wild Mouse                                | Wild Mouse                    | Maurer Söhne      | 1997 - 2012 |

- Corkscrew
- Magnum Force
- Wild Mouse

### Les attractions aquatiques
- Hudson Bay Rafts - Croisière
- Lost River Ride - Shoot the Chute (2004) Bear Rides
- Splash Battle - Splash Battle (2007) Bear Rides

### Les autres attractions
- Baloon Race
- Cable Car - Téléphérique
- Circulator - Frisbee
- Cliffhanger - Tour de chute (2002) thématisée en phare
- Cycle Monorail - Monorail
- Daktari Express - Train
- Dodgems - Autos tamponneuses
- Frog Hopper - Frog Hopper
- Navigator - Mega Disk'O (2005) Zamperla
- Little Monster's Den of Mischief - Parcours scénique
- Misschief Mansion - Train fantôme
- Muddy Duck Tractor Ride - Balade en tracteur
- Sky Flyer -
- Swan Roudabout - Carrousel
- Tea cups - Tasses
- Tidal Wave -
- Voodoo - Bateau à bascule
- Wagon Wheel - Grande roue Zamperla
- Waltzer - Music Express
- Waveswinger - Chaises volantes
- Zig-Zag - Troïka

## Parc zoologique
La parc abrite plus de 1 000 espèces d’animaux (oiseaux exotiques, poissons, mammifères marins, reptiles, chameaux, zèbres, bisons, hippopotames, girafes, singes, lions, tigres, rhinocéros, guanacos, cerfs, suricates, lions de mer, oiseaux du paradis, paons et une femelle okapi[réf. nécessaire]).
Il y a plusieurs années, un des éléphants du parc (Jangoli) donna naissance à un éléphanteau qui fut confié au Zoo de Chester. Les lions de mer quant à eux viennent du Chessington World of Adventures et les lionnes de Longleat.

## Holiday Village
Le parc s’est équipé de cet espace composé d’un centre de détente, d’une piscine, d’un golf de neuf trous et d’un café.